# Espiral de Sacks

A espiral de Sacks

Espiral de Sacks é uma variação da espiral de Ulam. Ambas são modos de representação de números primos através de grafos em forma de espiral. Foi criada pelo matemático Robert Sacks em 1994.

## Definição
Na variação de Sacks, os números inteiros não-negativos são assinalados numa espiral de Arquimedes ao invés da espiral quadrada de Ulam. São espaçados de modo que os números quadrados perfeitos ocorram a cada rotação completa. Na espiral de Ulam, dois quadrados ocorrem a cada rotação. 
O polinômio gerador de números primos de Euler, x2 - x + 41 , agora aparece como uma única curva com x tomando valores como 0, 1, 2, ... Esta curva se aproxima assintoticamente de uma linha horizontal na parte esquerda da figura. Na espiral de Ulam , o polinômio de Euler forma duas linhas diagonais, uma na metade superior da figura, correspondente aos valores pares de x na sequência, a outra na metade inferior da figura, correspondente aos valores ímpares de x na sequência.

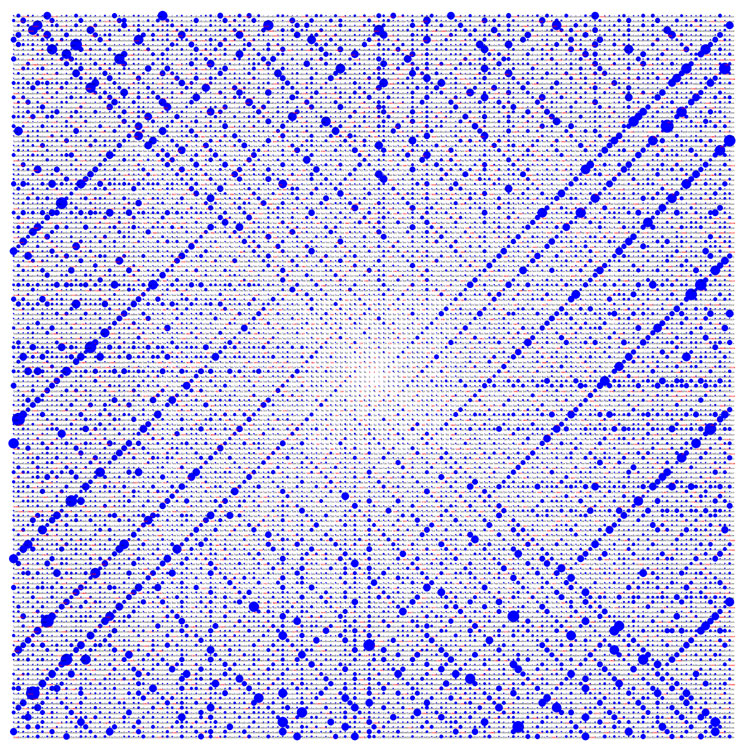
Uma Espiral de Ulam de tamanho 150×150 mostrando tanto números primos quanto números compostos.

Estruturas adicionais podem ser vistas com números compostos também sendo incluídos na espiral de Ulam. Considera-se nesta situação que o número 1 tenha somente um fator simples: ele próprio. Daí cada número primo possuirá dois fatores: ele próprio e o próprio 1; então números compostos serão divisíveis por pelo menos três diferentes fatores. Usando o tamanho do ponto que representa um inteiro para indicar o número de fatores e colorindo números primos de vermelho e compostos de azul produzem o valor indicado.